# Mednarodni odbor za taksonomijo virusov
Mednarodni odbor za taksonomijo virusov (International Committee on Taxonomy of Viruses; ICTV) je organizacija, ki avtorizira in usklajuje taksonomsko klasifikacijo in nomenklaturo virusov. ICTV razvija enotno taksonomsko shemo virusov, ki omogoča natančno opisovanje, poimenovanje in razvrščanje vseh vrst virusov. Člani ICTV so priznani strokovnjaki na področju virologije. Odbor deluje v okviru Oddelka za virologijo pri Mednarodni zvezi mikrobioloških društev. Naloge, kot so prepoznavanje novih taksonov in določanje meja med vrstami, rodovi, družinami ipd., običajno izvajajo specializirane študijske skupine strokovnjakov za posamezne družine virusov.

## Zgodovina
Mednarodni odbor za nomenklaturo virusov (ICNV) je bil ustanovljen leta 1966 na Mednarodnem kongresu za mikrobiologijo v Moskvi z namenom poenotenja poimenovanja virusnih taksonov. Prvo poročilo je ICNV objavil leta 1971. V tem poročilu so za viruse, ki okužijo vretenčarje, navedli 19 rodov, 2 družini in poleg tega še 24 nerazvrščenih skupin.
Leta 1974 so odbor preimenovali v Mednarodni odbor za taksonomijo virusov.

## Organizacijska struktura
Organizacija je razdeljena na izvršni odbor in pododbore. Izvršni odbor sestavljajo člani in vodstveni delavci z izvoljenimi mandati za določen čas ter neposredno imenovani vodje sedmih pododborov. Vsak vodja pododbora nato imenuje številne 'študijske skupine', ki jih vodi predsednik in vključujejo različno število članov. Te skupine se ukvarjajo s taksonomijo določenega taksona, na primer reda ali družine. Strukturo organizacije je mogoče predstaviti na naslednji način:
Izvršilni odbor
- Predsednik
- Podpredsednik
- Sekretarji
  - Poslovni sekretar
  - Sekretar za predloge
  - Sekretar za podatke
- Predsedniki – 7 položajev (eden za vsak pododbor)
- Izvoljeni člani – 11 položajev

Pododbori
- Pododbor za DNA viruse živali in retroviruse – 18 študijskih skupin
- Pododbor za dsRNA in ssRNA- viruse živali – 24 študijskih skupin
- Pododbor za ssRNA+ viruse živali – 16 študijskih skupin
- Pododbor za bakterijske viruse – 20 študijskih skupin
- Pododbor za arhejske viruse – 11 študijskih skupin
- Pododbor za glivične in protistične viruse – 12 študijskih skupin
- Pododbor  za rastlinske viruse – 22 študijskih skupin

## Cilji
Cilji Mednarodnega odbora za taksonomijo virusov so:(§3)
1. Razviti mednarodno dogovorjeno taksonomijo virusov.
2. Določiti mednarodno dogovorjena imena za taksone virusov.
3. Obveščati virologe sprejete o sprejetih odločitvah glede razvrščanja in poimenovanja virusov z organiziranjem sestankov in objavo poročil.
4. Vzdrževati uradni indeks dogovorjenih imen taksonov virusov.
5. Proučevati vplive virusov na sodobno družbo in njihovo vedenje.

## Načela nomenklature
ICTV pri poimenovanju virusov upošteva naslednja ključna načela:(§2.1) 
- Stabilnost imen
- Izogibanje zmedi – Ne uporabljati imen, ki bi lahko povzročila napake ali zmedo.
- Izogibanje nepotrebnim imenom – Ustvarjati nova imena samo takrat, ko je to nujno potrebno.

ICTV uporablja univerzalni sistem klasifikacije virusov, ki je rahlo prilagojena različica standardnega biološkega sistema za razvrščanje. Ta sistem priznava sledeče taksone: red, družino, poddružino, rod in vrsto. Če vrste ni mogoče jasno uvrstiti v določen rod, vendar je znano, v katero družino spada, bo razvrščena kot "neuvrščena" vrsta te družine. Mnogi taksoni ostajajo nerangirani. V podatkovni zbirki GenBank je trenutno označenih 3.142 "vrst", ki niso vključene v poročila ICTV (zaradi načina delovanja GenBank je dejansko število pravih vrst verjetno bistveno manjše). Z večanjem hitrosti sekvenciranja virusov se pričakuje še večji porast neidentificiranih virusnih sekvenc. Leta 2017 je ICTV podprl predlog za prilagoditev klasifikacijskega sistema, da bi bolje sledili rasti razpoložljivih zaporedij.
ICTV je bila od ustanovitve leta 1962 izjemno uspešna pri doseganju stabilnosti. Na primer, vsi rodovi in družine, priznani v 80. letih prejšnjega stoletja, so se še vedno uporabljali tudi leta 2005.

## Poimenovanje in spreminjanje taksonov
Predlogi za nova imena, spremembe imen ter vzpostavitve in taksonomska razvrstitev taksonov se obravnavajo v okviru izvršnega odbora ICTV v obliki predlogov. Preden se sprejme odločitev, se posvetuje z vsemi ustreznimi pododbori in študijskimi skupinami.(§3.8,3.19)
Ime taksona nima uradnega statusa, dokler ga ne odobri ICTV, imena pa so sprejeta le, če so povezana z odobrenimi hierarhičnimi taksoni.(§3.8,3.19) Če za takson ni predlaganega ustreznega imena, se takson lahko odobri, ime pa ostane nedoločeno do sprejetja odobritve mednarodnega imena s strani ICTV. Imena ne smejo sporočati pomena, ki bi lahko:
- izključeval viruse, ki so upravičeno člani tega taksona,
- izključeval člane, ki bi nekega dne lahko pripadali temu taksonu,
- ali vključeval viruse, ki pripadajo drugim taksonom.[10](§3.17)

Načelo prioritete v virologiji ne velja, kar pomeni, da imena, ki so trenutno v uporabi, ni mogoče razveljaviti z uveljavljanjem, da je bilo drugo ime predlagano prej.(§3.10)

## Pravila za taksone

### Vrsta
Od leta 2020 virusni kodeks zahteva uporabo dvočlenskega poimenovanja za nove vrste: rod, ki mu sledi poseben epitet.(§3.21)  Ime vrste mora zagotavljati jasno in nedvoumno identifikacijo vrste.(§3.22)
Pred tem je veljal bolj liberalen sistem poimenovanja: ime vrste je moralo biti sestavljeno iz čim manj besed in ni smelo biti sestavljeno zgolj iz imena gostitelja in besede virus. Kot epitet vrste je bilo mogoče uporabiti številke, črke ali njihove kombinacije, če so bile že splošno uporabljene. Vendar pa na novo določene serijske številke, črke ali njihove kombinacije niso sprejemljive same kot epitet vrste. Če serija številk ali črk obstaja, se lahko nadaljuje.

### Rod
Rod virusa je skupina sorodnih vrst, ki imajo skupne nekatere pomembne lastnosti in se pogosto razlikujejo le po območju gostitelja in virulenci. Ime rodu mora biti ena beseda, ki se konča s pripono -virus. Odobritev novega rodu mora spremljati odobritev tipske vrste.(§3.24) 

### Poddružina
Poddružina je skupina rodov, ki imajo določene skupne lastnosti. Takson se uporablja samo, kadar je potreben za rešitev kompleksnega hierarhičnega problema. Ime poddružine mora biti ena beseda, ki se konča s pripono -virinae.(§3.24)

### Družina
Družina je skupina rodov, ne glede na to, ali so organizirani v poddružine ali ne, in si med seboj delijo določene skupne lastnosti. Ime družine mora biti ena beseda, ki se konča s pripono -viridae.(§3.24)

### Red
Red je skupina družin, ki si delijo določene skupne značilnosti. Ime reda mora biti ena beseda, ki se konča s pripono -virales.(§3.24) 

## Pravila za pod-virusne povzročitelje
Pravila v zvezi z razvrščanjem virusov se uporabljajo tudi za razvrščanje viroidov. Formalne končnice za taksone viroidov so beseda viroid za vrste, pripona -viroid za rodove, pripona -viroinae za poddružine, če je ta takson potreben, in -viroidae za družine.(§3.26) Podoben sistem se uporablja za satelite in viriforme, pri čemer se -vir- v običajnih taksonih konča z -satellit- in -viriform-.(§3.26)
Retrotranspozoni se po klasifikaciji in nomenklaturi štejejo za viruse. Prioni niso razvrščeni kot virusi, ampak jim je dodeljena poljubna klasifikacija, ki se zdi uporabna raziskovalcem na določenih področjih.

## Pravopisna pravila
1. V uradni taksonomski rabi se sprejeta imena virusnih redov, družin, poddružin in rodov pišejo ležeče, prva črka imena pa je velika.[14]
2. Imena vrst se pišejo ležeče, prva črka prve besede pa je velika. Druge besede se ne pišejo z veliko začetnico, razen če so lastna imena ali deli lastnih imen.
3. V formalni rabi je ime taksona pred izrazom za taksonomsko enoto.

## Klasifikacija virusov, ki jih je odkrila metagenomika
ICTV priznava pomen virusne metagenomike in priznava, da genomi, sestavljeni iz metagenomskih podatkov, predstavljajo dejanske viruse, in spodbuja njihovo uradno klasifikacijo po enakih postopkih, kot se uporabljajo za viruse, izolirane in karakterizirane s klasičnimi virološkimi pristopi.

## Poročila ICTV
ICTV od leta 1971 približno dvakrat na desetletje objavlja poročila o taksonomiji virusov (seznam spodaj - "Poročila"). Deveto poročilo ICTV je bilo objavljeno decembra 2011; vsebina je sedaj prosto dostopna na spletni strani ICTV. Na začetku 2017 so objavili deseto poročilo ICTV na spletni strani ICTV in je brezplačno dostopno s posameznimi poglavji, ki se sproti posodabljajo. Taksonomija za leto 2018 in naprej je na voljo na spletu, vključno s prenosljivo Excelovo preglednico vseh priznanih vrst.

## Podatkovna baza ICTVdb
ICTVdb je podatkovna zbirka o vrstah in izolatih, ki naj bi služila kot spremljevalec taksonomske podatkovne baze ICTV. Razvoj ICTVdB podpira ICTV od leta 1991 in je bil prvotno namenjen pomoči pri taksonomskih raziskavah. Podatkovna baza, med drugim, razvršča viruse na podlagi njihovih kemičnih lastnosti, genomskega tipa, replikacije nukleinske kisline, bolezni, vektorjev in geografske porazdelitve.
Podatkovno bazo so razvili na Avstralski narodni univerzi ob podpori Nacionalne znanstvene fundacije ZDA in pod pokroviteljstvom American Type Culture Collection. Uporablja sistem  Description Language for Taxonomy (DELTA), svetovni standard za izmenjavo taksonomskih podatkov, ki ga je razvila avstralska Organizacija za znanstvene in industrijske raziskave Commonwealtha (CSIRO). DELTA lahko shrani najrazličnejše podatke in jih prevede v jezik, primeren za tradicionalna poročila in spletne objave. Na primer, ICTVdB sam ne vsebuje informacij o genomskem zaporedju, lahko pa pretvori podatke DELTA v format NEXUS. Obdeluje lahko velike vnose podatkov in je primeren za sestavljanje dolgih seznamov lastnosti virusov, besedilnih komentarjev in slik.
ICTVdB je na poti, da postane glavni referenčni vir in raziskovalno orodje; leta 1999 je imel več kot 30.000 združenih spletnih zadetkov na dan s svojega glavnega mesta na avstralski nacionalni univerzi in dveh zrcalnih strani v Veliki Britaniji in Združenih državah.
Leta 2011 se je ICTV odločil začasno prekinitev projekta in delovanja spletnega mesta ICTVdb. Odločitev je bila sprejeta, potem ko je postalo očitno, da je taksonomija na spletnem mestu zastarela za več let in da so nekateri podatki netočni zaradi težav pri poizvedbah in obdelavi podatkov v bazi za podporo naravnemu jezikovnemu izpisu spletnega mesta ICTVdb. ICTV je začel razprave o tem, kako najbolje odpraviti te težave, vendar se je odločil, da je časovni okvir za posodobitve in popravke napak tako dolg, da je bolje spletno mesto umakniti, kot pa nadaljevati z objavljanjem netočnih informacij. Od avgusta 2013 je baza podatkov ustavljena.  Po nekaterih mnenjih "bi moral ICTV spodbujati uporabo javne baze podatkov, ki bi nadomestila bazo podatkov ICTV kot shrambe primarnih metapodatkov posameznih virusov, in bi moral v tej bazi objavljati povzetke poročil ICTV, da bi bili ti 'odprtega dostopa'." Baza podatkov je bila ponovno vzpostavljena leta 2017.

## Poročila
- Viruses, International Committee on Nomenclature of; Wildy, Peter (1971). Classification and nomenclature of viruses. 1st report. Out of print
- Viruses, International Committee on Taxonomy of; Fenner, Frank (1976). Classification and nomenclature of viruses. 2nd report. ISBN 978-3805524186.
- Viruses, International Committee on Taxonomy of; Matthews, Richard Ellis Ford; Section On Virology, International Association of Microbiological Societies (1979). Classification and nomenclature of viruses. 3rd report. ISBN 978-3805505239.
- Ellis, Richard, ur. (1982). Classification and nomenclature of viruses. 4th report. Karger. str. 199. ISBN 9783805535571.
- Viruses, International Committee on Taxonomy of; Francki, R. I. B (1991). Classification and nomenclature of viruses. 5th report. ISBN 978-3211822869.
- Murphy, Frederik A (1995). Virus taxonomy: classification and nomenclature of viruses. 6th report. ISBN 978-3211825945.
- Viruses, International Committee On Taxonomy Of; Van Regenmortel, M. H. V; Fauquet, C. M; Bishop, D. H. L (2000). Virus taxonomy: classification and nomenclature of viruses. 7th report. ISBN 978-0123702005.
- Fauquet, C.M., ur. (2005). Virus taxonomy: classification and nomenclature of viruses. 8th report. Elsevier/Academic Press. ISBN 978-0080575483.
- King, Andrew M. Q., ur. (2011). Virus taxonomy: classification and nomenclature of viruses. 9th report. Elsevier/Academic Press. str. 1338. ISBN 9780123846846. Also available online.<ref name="ICTVNinth">
- ICTV 10th (online) Report[19]